# Lin-Manuel Miranda
Lin-Manuel Miranda (Manhattan, 1980. január 16. –) többszörös Tony-díjas amerikai színész, zeneszerző, dalszövegíró, rapper, énekes, producer és drámaíró, a népszerű és elismert In the Heights és Hamilton című Broadway musicalek szerzője és sztárja. Díjai között szerepel többek között egy Pulitzer-díj, három Tony-díj, öt Grammy-díj és két Primetime Emmy-díj.
Lin-Manuel Miranda írta a zenéjét és szövegét a 2008-as In the Heights című Broadway musicalnek, melyből azonos címmel film is készült, amely 2021. júniusában kerül majd mozikba. A musical elnyerte a legjobb eredeti zenének és a legjobb musicalnek járó Tony-díjat, illetve a legjobb zenés színházi albumnak járó Grammy-díjat. Emellett Mirandát Tony-díjra jelölték a legjobb férfi főszereplő musicalben kategóriában is a darabban nyújtott alakításáért.
Nagyobb elismertséget a Broadway-on 2015-ben debütált Hamilton (Hamilton: An American Musical) című musicallel szerzett, melynek ő írta a forgatókönyvét, zenéjét és dalszövegét is. Munkájával elnyerte a drámáért járó Pulitzer-díjat és a legjobb zenés színházi albumnak járó Grammy-díjat is. Emellett a musicalt számos Tony-díjra is jelölték, mellyel rekordot állított fel: összesen tizenhat jelölést gyűjtött be tizenhárom különböző kategóriában, melyekből tizenegy díjat el is hozott.

## Élete
Miranda Manhattanben nőtt fel. Szülei Puerto Ricóból származnak.
2007 és 2015 között megírta a Hamilton: An American Musical-t, ami Alexander Hamilton alapító atya életéről szól.
2017-ben a Filmművészeti és Filmtudományi Akadémia tagja lett.

## Filmjei
| Év   | Eredeti cím                      | Szerep                  | Magyar cím                          | Megjegyzés                  |
| ---- | -------------------------------- | ----------------------- | ----------------------------------- | --------------------------- |
| 1996 | Clayton's Friends                | Pete                    |                                     | író, producer és rendező    |
| 2012 | The Odd Life of Timothy Green    | Reggie                  | Timothy Green különös élete         |                             |
| 2012 | The Polar Bears                  | Jak                     |                                     | rövidfilm                   |
| 2013 | 200 Cartas                       | Raul                    |                                     |                             |
| 2015 | Star Wars: The Force Awakens     | Shag Kava (hang)        | Star Wars VII. rész – Az ébredő Erő |                             |
| 2016 | Moana                            |                         | Vaiana                              | zeneszerző és énekes        |
| 2017 | Speech & Debate                  | The Genie               |                                     |                             |
| 2018 | Mary Poppins Returns             | Jack                    | Mary Poppins visszatér              |                             |
| 2019 | Star Wars: The Rise of Skywalker | az Ellenállás harcosa   | Star Wars IX. rész – Skywalker kora | cameoszerep                 |
| 2020 | Hamilton                         | Alexander Hamilton      | Hamilton                            | író, zeneszerző és producer |
| 2021 | In the Heights                   | Piragua Guy / Piragüero | In the Heights – New York peremén   | zeneszerző és dalszövegíró  |
| 2021 | Tick, Tick... Boom!              |                         | Tick, Tick... Boom!                 | rendező                     |
| 2022 | Weird: The Al Yankovic Story     | Orvos                   |                                     |                             |